# Generation Nothing
Generation Nothing es el décimo álbum de estudio de la banda estadounidense de heavy metal Metal Church, publicado en 2013 por Rat Pak Records. Este marca el inicio de la cuarta etapa de la agrupación, después de la reunión de 2012 en el evento 70000 Tons of Metal. Por su parte, es el último disco con el vocalista Ronny Munroe, ya que luego de la gira promocional renunció a la banda.

## Lista de canciones
Todas las canciones escritas por Kurdt Vanderhoof, a menos que se indique lo contrario

| N.º | Título               | Escritor(es)             | Duración |  |
| 1.  | «Bulletproof»        |                          | 4:08     |  |
| 2.  | «Dead City»          |                          | 3:45     |  |
| 3.  | «Generation Nothing» |                          | 5:03     |  |
| 4.  | «Noises in the Wall» |                          | 8:55     |  |
| 5.  | «Jump the Gun»       | Vanderhoof, Ronny Munroe | 5:35     |  |
| 6.  | «Suiciety»           | Vanderhoof, Munroe       | 5:42     |  |
| 7.  | «Scream»             |                          | 4:22     |  |
| 8.  | «Hits Keep Comin'»   | Munroe                   | 5:36     |  |
| 9.  | «Close to the Bone»  |                          | 4:41     |  |
| 10. | «The Media Horse»    | Munroe                   | 5:07     |  |

| Pista adicional en la edición japonesa |                 |          |  |
| N.º                                    | Título          | Duración |  |
| 11.                                    | «Remain Silent» | 4:20     |  |

## Músicos
- Ronny Munroe: voz
- Kurdt Vanderhoof: guitarra
- Rick Van Zandt: guitarra
- Steve Unger: bajo y coros
- Jeff Plate: batería